# Olga Sjtyrenko
Olga Aleksandrovna Sjtyrenko (ryska: Ольга Александровна Штыренко), född den 6 juli 1977 i Volgograd, Ryska SFSR, är en rysk före detta gymnast.
Hon tog OS-brons i rytmisk gymnastik för trupper i samband med de olympiska gymnastiktävlingarna 1996 i Atlanta.